# 黃一鳳
黃一鳳（1584年—？年），字時鳴，號聲元，江西臨江府峽江縣人，民籍。

## 生平
甲申十二月初二日生，行五，鯨魚堪輿風水之術，著《八宅周書》。治《書經》，由廩生中式己酉鄉試五十六名舉人，年二十六歲中式萬曆三十八年庚戌科會試一百六十七名，第三甲第二百二十六名進士。工部觀政，四十四年授大理寺評事。

## 家族
曾祖黃謙恒；祖黃重甫；父黃應用；母金氏；前母劉氏；繼母孔氏。具慶下，妻陳氏，兄一龍（廩生）；一桂（庠生）；一鵬；元吉（庠生），弟一槐。子嘉謨；嘉猷；嘉訓。